# Andrea Tosto De Caro
Andrea Tosto De Caro (Trapani, 27 gennaio 1906 – Trapani, 12 giugno 1977) è stato un poeta, compositore e critico d'arte italiano.

## Biografia
Fu uno dei membri più originali e operosi degli intellettuali che, negli anni trenta dello scorso secolo, aderirono al cenacolo letterario e filosofico della “Tradizione”, capeggiato da Pietro Mignosi. 
È noto, soprattutto, per essere stato uno dei principali preti-poeti del Novecento italiano, insieme ai quali è stato numerose volte antologizzato: Antonio Corsaro, David Maria Turoldo, Clemente Rebora, Idillio Dell’Era e altri.. 
Divenne sacerdote nel 1929 e, in questa veste, assunse vari incarichi, anche quello di Cameriere Segreto di S. Santità Pio XII.
In ambito musicale, fu allievo e seguace di Antonino Scalabrino, Tommaso Gardella, Alfredo Palombi, Licinio Refice e Bonaventura Somma. 
Fondò e diresse, inoltre, dal 1932 al 1936, la rassegna di cultura «Parva lucerna», alla quale collaborarono alcuni dei più eminenti intellettuali cattolici italiani.
Strinse amicizia e tenne contatti con le principali personalità del mondo letterario nazionale, soprattutto di area cattolica. Fu collaboratore assiduo di numerose riviste e rassegne italiane: «Il Frontespizio» (Firenze), «La Tradizione» (Palermo), «la Festa», «Lumi» (Palermo), «Il Popolo di Roma», «Sicilia del Popolo», «La fiera letteraria» (Roma), «Città di Vita» (Firenze), «L'Avvenire d'Italia» (Bologna), «Voce Cattolica» (Palermo), «Caecilia» (Bergamo), Ora Terza» (Roma), «Il Santo» (Padova) e molte altre.
È stato istituito un Fondo a lui intitolato presso la Biblioteca Giovanni Biagio Amico di Trapani.

## Opere
Poetiche
Fiori d'agave, Ravello, Luce Serafica, 1931 (con lo pseudonimo di Gabriele Del Fiore).
Specchio d'acque, Palermo, La Tradizione, 1933.
Cielo Rosa, Pistoia, Nostro '900-Grazzini, 1934.
Il cervo assetato, Firenze, Città di Vita, 1951.
Sole alto, Firenze, Libreria Editrice Fiorentina, 1952.
Terra del sud, Padova, Rebellato, 1955.
Le mura fiorite, Padova, Rebellato, 1959.
L'airone nel cerchio, Padova, Rebellato, 1970.
Musicali
Berceuse seconda (per pianoforte), «Tendenze», 1948.
Due liriche: Ave Maria e tota pulchra (per violino e pianoforte), Roma, Sacra Pangere, 1948.
Suite pastorale in tre tempi (per orchestra), «Tendenze», 1949. 
http://www.adamoli.org/libri/pianoforte-reb-z/PAGE1300.HTM (NOTA)
Acquaeductus (dodici mottetti), «Tendenze», 1949.
Corale e Siciliana, «Città di Vita», Firenze, 1950.
Liriche dell'amor sacro (per voce e pianoforte), «Città di Vita», Firenze, 1950.
Versacrum (canti lirici sacri per voce ed organo), «Città di Vita», Firenze, 1950.
Tre tempi, «Città di Vita», Firenze, 1951.
Concerto d'autunno, «Città di Vita», Firenze, 1951.
Per una fanciulla uccisa (poemetto lirico per soprano o tenore, con pianoforte), 1951.